# Гастриксин
PGC (англ. Progastricsin) – білок, який кодується однойменним геном, розташованим у людей на короткому плечі 6-ї хромосоми. Довжина поліпептидного ланцюга білка становить 388 амінокислот, а молекулярна маса — 42 426.
| 10         |  | 20         |  | 30         |  | 40         |  | 50         |
| ---------- |  | ---------- |  | ---------- |  | ---------- |  | ---------- |
| MKWMVVVLVC |  | LQLLEAAVVK |  | VPLKKFKSIR |  | ETMKEKGLLG |  | EFLRTHKYDP |
| AWKYRFGDLS |  | VTYEPMAYMD |  | AAYFGEISIG |  | TPPQNFLVLF |  | DTGSSNLWVP |
| SVYCQSQACT |  | SHSRFNPSES |  | STYSTNGQTF |  | SLQYGSGSLT |  | GFFGYDTLTV |
| QSIQVPNQEF |  | GLSENEPGTN |  | FVYAQFDGIM |  | GLAYPALSVD |  | EATTAMQGMV |
| QEGALTSPVF |  | SVYLSNQQGS |  | SGGAVVFGGV |  | DSSLYTGQIY |  | WAPVTQELYW |
| QIGIEEFLIG |  | GQASGWCSEG |  | CQAIVDTGTS |  | LLTVPQQYMS |  | ALLQATGAQE |
| DEYGQFLVNC |  | NSIQNLPSLT |  | FIINGVEFPL |  | PPSSYILSNN |  | GYCTVGVEPT |
| YLSSQNGQPL |  | WILGDVFLRS |  | YYSVYDLGNN |  | RVGFATAA   |  |            |

A: Аланін

C: Цистеїн

D: Аспарагінова кислота

E: Глутамінова кислота

F: Фенілаланін

G: Гліцин

H: Гістидин

I: Ізолейцин

K: Лізин

L: Лейцин

M: Метіонін

N: Аспарагін

P: Пролін

Q: Глутамін

R: Аргінін

S: Серин

T: Треонін

V: Валін

W: Триптофан

Кодований геном білок за функціями належить до гідролаз, протеаз, аспартилових протеаз. 
Задіяний у такому біологічному процесі, як альтернативний сплайсинг. 
Секретований назовні.